# Weiße Taube Stolln

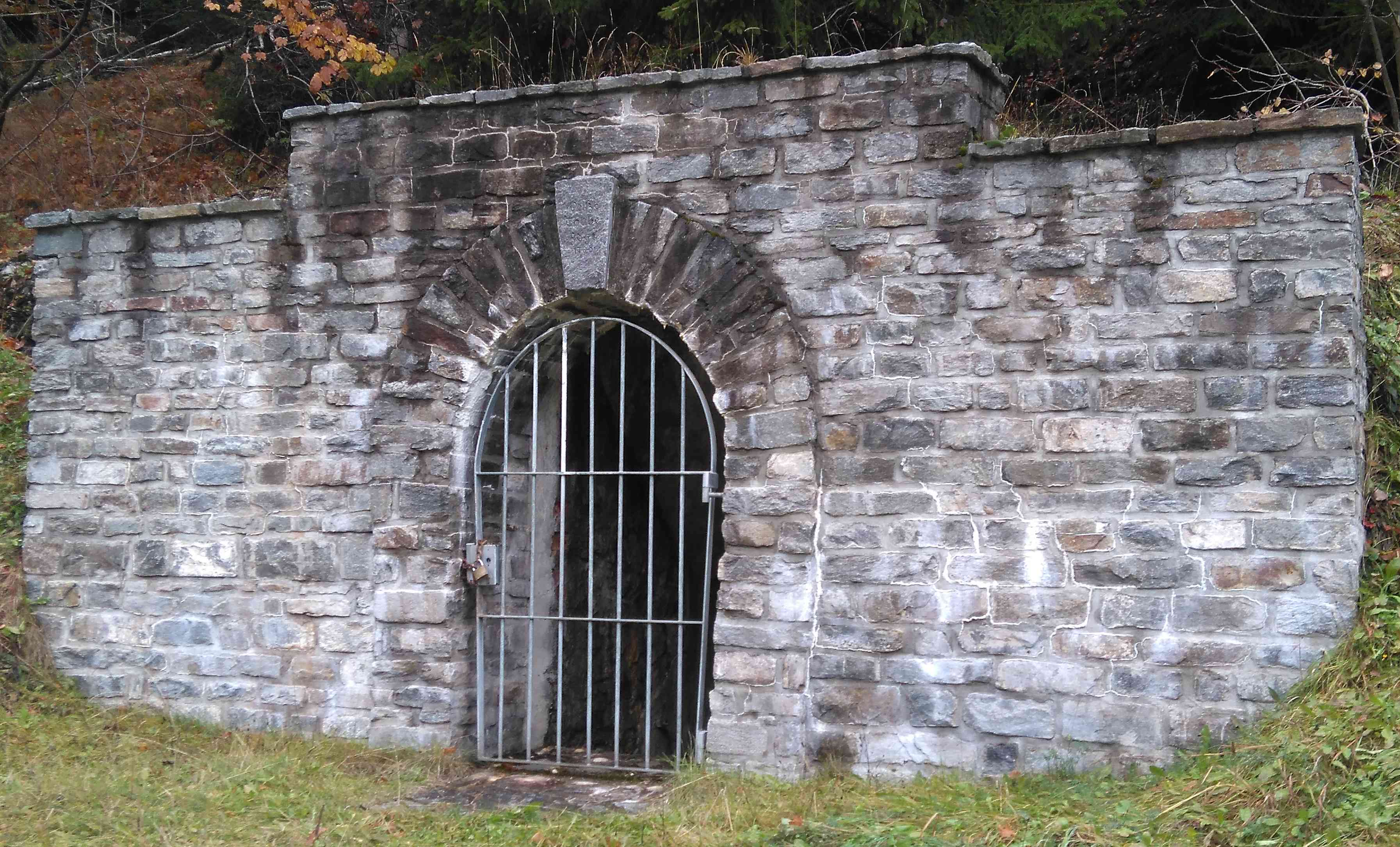
Mundloch Weiße Taube Stolln, 2015

Der Weiße Taube Stolln ist eine bergbauliche Anlage in Johanngeorgenstadt, Erzgebirgskreis, Sachsen.
Das Mundloch des Stollns befindet sich bei 735 m NN im Lehmergrund. Der Stolln wurde 1692 erstmals gemutet und 120 m in den Vorderen Fastenberg getrieben. Danach wurden die Arbeiten vorerst eingestellt. Ab dem Jahr 1717 begann die Grube König David mit der weiteren Auffahrung des Stollns. Diese endete ergebnislos und wurde nach 1722 eingestellt. Es wurden mehrere, allerdings taube Gänge überfahren, und die mit diesem Stolln verbundenen Hoffnungen erfüllten sich nicht. Während des Zweiten Weltkrieges wurde der Stolln als Luftschutzraum genutzt. Nach dem Abriss der Gebäude des VEB Wema Johanngeorgenstadt, auf dessen Grundstück sich das Mundloch befand, wurde das Stollnmundloch nach 1990 im Zuge der Anlage eines Bergbaulehrpfades aus Bruchsteinen rekonstruiert und mit einer Hinweistafel versehen.
Im Jahr 1947 wurde durch das Objekt 01 der Wismut AG der auf der anderen Bachseite liegende alte Christianusschacht als Schacht Schacht 51 aufgewältigt und als Schacht Weiße Taube bezeichnet. 1956 wurde der Bergbau im Tal endgültig eingestellt.

## Risse
- William Tröger: Berggebäude Gottes Segen, Georg, Kinder Israel, Dresdner, Schaller, Hanauer Lust, Neue Brüderschaft, Weiße Taube, Neu Freiberger Glück und Gegenglück Stolln bei Johanngeorgenstadt (Grund- und Seigerriss). 1832.